# Johann Seivert
Johann Seivert (Nagyszeben, 1735. április 17. – Szenterzsébet, 1785. április 24.) erdélyi szász lelkész, történész, vallástörténész.

## Élete
A nagyszebeni gimnáziumi évek után három esztendeig a németországi Helmstädt egyetemén hallgatott teológiát és bölcseletet. Hazatérve a nagyszebeni gimnáziumban tanított, majd 1764-ben, tanári állását feladva, lelkész lett Szenterzsébeten (Hammersdorf).

## Művei
Seivert Erdély és ezen belül is a szász történelem kutatásának szentelte életét. 1777-ben megjelentetett egy könyvet Die sächsischen Stadtpfarrer zu Hermannstadt (Nagyszeben szász városi lelkészei) címmel, de kiadta az erdélyi Johannes Lebel De oppido Thalmus (Talmács mezővárosról, 1779) című latin nyelvű eposzát is. Geographie des Grossfürstenthums Siebenbürgen (Az Erdélyi Nagyfejedelemség földrajza, 1790) címmel megírta Erdély földrajzát, de érdekelte Erdély római kori története is, sőt még a költészettel is megpróbálkozott: 1757-ben megjelent egy verseskötete, amely főképp anakreóni dalokat tartalmaz. Ezenkívül sok cikket és tanulmányt írt e témákról erdélyi, pozsonyi és bécsi folyóiratokban. 
1785-ben Pozsonyban megjelent írói életrajz-lexikonja, a Nachrichten von Siebenbürgischen Gelehrten und ihren Schriften (Híradás erdélyi tudósokról és írásaikról) úttörő jelentőségű, mert ez volt az első önálló, nyomtatásban is megjelent német nyelvű erdélyi szász írói lexikon, amely igyekezett a teljességre törekedni. Szándéka az volt, hogy megmentse az elfeledéstől az erdélyi szász írókat. Seivert tervezte a másik két erdélyi nemzet, a magyar és székely írók német nyelvű lexikonjának kiadását is, de mielőtt az megjelenhetett volna, meghalt. Később hagyatékából megkezdték a kész szócikkek közlését, de miután a Siebenbürgische Quartalschrift című folyóirat 1801-ben megszűnt, abbamaradt a közlés is.